# Memory Stick

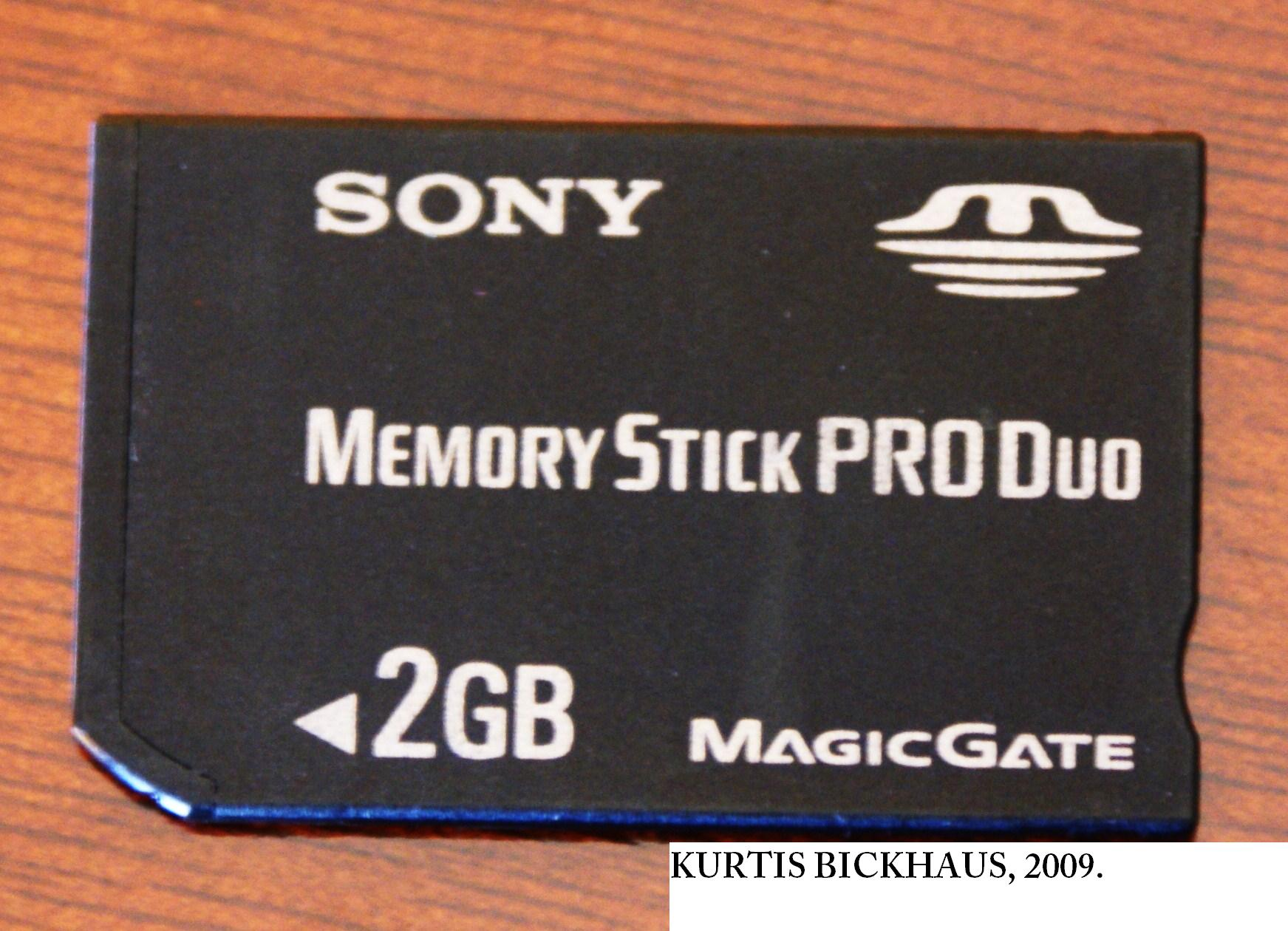
Un Memory Stick PRO Duo cu 2GB

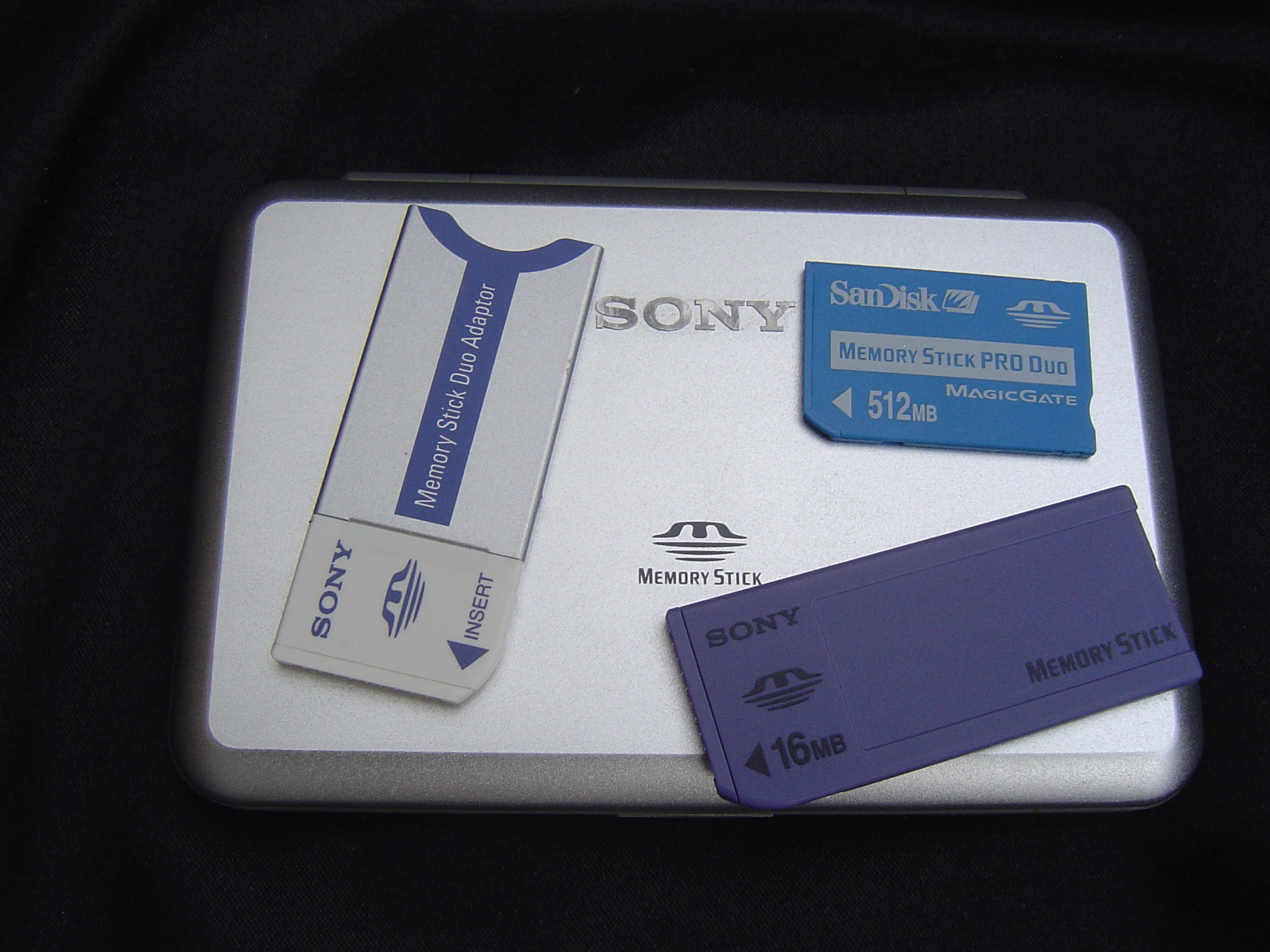
Diverse modele de MS de la Sony și SanDisk

Un Memory Stick (prescurtat MS; expresie engleză care înseamnă „baghetă de memorie”) este un model de card amovibil cu memorie flash (memorie nevolatilă) lansat de Sony în octombrie 1998. Are formă constructivă de baghetă.
Termenul mai este utilizat și în general pentru toate memoriile flash în formă de baghetă, indiferent de compania producătoare, caz însă în care în engleză se scrie cu minuscule, memory stick, și se traduce cu „stick de memorie”.

## Tipuri și versiuni de la Sony

### Memory Stick (MS)
Primul card dezvoltat de Sony pentru produsele sale (aparate foto, video etc.). Producătorul l-a lăudat ca fiind „aproximativ de dimensiunile unei lame de gumă de mestecat”. Mai mare fizic decât cardurile de tip Toshiba SmartMedia (SM) și cu aceeași limitare la 128 MB, formatul MS a supraviețuit doar din cauza insistenței companiei Sony de a-l folosi în produsele proprii.

### Memory Stick Duo
Un card Sony într-un format revizuit, două treimi din lungimea unui MS original. Versiunea Memory Stick PRO Duo l-a înlocuit definitiv, acesta putând avea capacități mai mari (32 GB) și viteză de transfer mai bună.

### Memory Stick Micro
Tip de card miniatural cunoscut și sub numele de M2, cu dimensiunile de 15 × 12,5 × 1,2 mm. Până în 2009 a fost folosit destul de mult în telefoanele Sony Ericsson, fiind înlocuit de microSD. Poate avea capacitate de până la 16 GB (teoretic 32 GB). Se poate utiliza împreună cu un adaptor pasiv pentru a fi compatibil cu Memory Stick PRO sau cu adaptor activ pentru compatibilitate cu formatul SD. Viteza maximă de transfer este de 20 MB/s.

### Memory Stick PRO-HG
Variantă de card Memory Stick PRO la care s-a mai adăugat o interfață paralelă de 8 biți și s-a crescut frecvența de ceas a interfeței de la 40 la 60 MHz. Cu aceste îmbunătățiri se poate atinge, teoretic, limita interfeței USB 2.0, adică 480 Mbps.

### Memory Stick XC
Format de card cu capacitate maximă de 2 TB, pentru care se folosește sistemul de fișiere exFAT. Are o interfață paralelă de 8 biți de date pentru o viteză de transfer egală cu cea a interfeței USB 2.0, 60 MB/s.

## Situația actuală (2011)
La târgul de electronice Consumer Electronics Show (CES) 2010 din Las Vegas Sony a anunțat că va închide linia de produse Memory Stick. Compania va continua totuși să fabrice și să ofere carduri de memorie flash, dar de tip Secure Digital (SD). De asemenea își va adapta produsele pentru a putea funcționa cu carduri SD / SDHC.
Astăzi (2011) Sony deja produce carduri SD / SDHC proprii, mai ieftine decât cardurile MS. Prețul relativ ridicat al vechilor carduri MS a fost unul din motivele lipsei lor de succes pe piață.